# Uwe Spier
Uwe Spier (* 17. Februar 1946; † 8. Oktober 2013) war ein deutscher Schlagersänger.

## Leben
Spier war der Sohn des Musikers Robby Spier, der viele Jahre Dirigent des Hessischen Rundfunkorchesters in Frankfurt am Main war, und jüngerer Bruder des Schlagersängers Bernd Spier (1944–2017). 
Er veröffentlichte anfangs einige Singles bei Polydor und wechselte dann zum deutschen Ableger des US-amerikanischen Medienkonzerns CBS, wo sein Bruder bereits unter Vertrag stand. 1966 nahmen die beiden Brüder eine gemeinsame Single auf.

## Diskografie

### Singles
- 1964: Hey, Drummer Boy / So prima wie die Vera (Sei Diventata Nera) (Polydor)
- 1964: Boom-Boom / Keine Angst vor meinen Küssen (Polydor)
- 1965: Adios, My Darling  / Das Karussell von Mr. Pimpernell (Polydor)
- 1966: Sloop Sloop Loobey / Shabarab (CBS)
- 1966: Hab' Doch Einmal Mut (Treat Her Right) / Bumble Booh (CBS)
- 1966: Mir Geht's Wunderbar (Flowers On The Wall) / Komm zu mir (Mohair Sam) (mit Bernd Spier) (CBS)
- 1968: Sieben Girls auf einen Streich / Wenn Mr. Moonlight seine Memories erzählt (Columbia)